# Hylomantis
Hylomantis is een geslacht van kikkers uit de familie Phyllomedusidae. De groep werd lange tijd tot de familie boomkikkers (Hylidae) gerekend en werd voor het eerst wetenschappelijk beschreven door Wilhelm Peters in 1873. Later werd de wetenschappelijke naam Agalychnis gebruikt. Aangezien het geslacht pas recentelijk in 2010 werd hernoemd dragen de voormalige soorten die ertoe behoorden in de literatuur vaak de verouderde naam.

## Soorten
Het geslacht Hylomantis telt twee soorten, beide soorten komen voor in delen van Zuid-Amerika en zijn endemisch in Brazilië.
- Soort Hylomantis aspera
- Soort Hylomantis granulosa

Agalychnis · 
Callimedusa · 
Cruziohyla · 
Hylomantis · 
Phasmahyla · 
Phrynomedusa · 
Phyllomedusa · 
Pithecopus